# Arctostaphylos ohloneana
Arctostaphylos ohloneana är en ljungväxtart som beskrevs av M.C.Vasey och V.T.Parker. Arctostaphylos ohloneana ingår i släktet mjölonsläktet, och familjen ljungväxter. Inga underarter finns listade i Catalogue of Life.